# Бад Спенсер
Карло Педерсоли (итал. Carlo Pedersoli; Напуљ, 31. октобар 1929 — 27. јун 2016), професионално познат као Бад Спенсер (енгл. Bud Spencer), био је италијански глумац, продуцент и сценариста те професионални пливач и ватерполиста. Познат је по улогама у акционим комедијама са својим дугогодишњим филмским партнером Теренсом Хилом односно шпагети вестернима који су били популарни ’70-их година двадесетог века. Двојац је „стекао светски углед и придобио пажњу милиона гледалаца”. Спенсер и Хил су се заједно појавили у, продуцирали и режирали преко 20 филмова.
Док је био успешан пливач у младости, стекао је и диплому правника и регистровао неколико патената. Спенсер је такође постао цертификовани пилот комерцијалних авиона и хеликоптера те је подржавао и финансирао многе дечје добротворне организације, укључујући „Спенсеров фонд за стипендије” (енгл. Spencer Scholarship Fund).

## Почеци
Карло Педерсоли, син Алесандра Педерсолија и Розе Факети, рођен је 31. октобра 1929. године у Санта Лучији, историјском риону града Напуља, у истој згради као и писац Лучано де Крешенцо. Педерсоли је кренуо у основну школу 1935. године, заједно са Де Крешенцом. Бавио се различитим спортовима, а нарочито пливањем — спортом у ком је освојио неколико награда. Због очевог посла, 1940. године се преселио у Рим, где је похађао средњу школу и учланио се у пливачки клуб. Школу је завршио са непуних 17 година, и то највишим оценама, а потом је уписао Римски универзитет Сапијенца на ком је студирао хемију. Јануара 1947. године, са породицом се преселио у Јужну Америку, те је због тога био приморан да напусти своје студије. Од 1947. до 1949. године је радио у италијанском конзулату у Ресифеу (Бразил), где је научио да течно говори португалски.

## Пливачка и ватерполо каријера
Педерсоли се вратио у Италију 1949. године да би у Риму за Сочета спортива Лацио нуото (итал. Società sportiva Lazio nuoto) заиграо ватерполо и освојио италијанско пливачко првенство у слободном стилу и тимској мешовитој штафети (енгл. mixed relay teams). Као професионални пливач у својој младости, Спенсер је постао први Италијан који је препливао 100 m слободним стилом за мање од једне минуте (59,5 ), 19. септембра 1950. године у Салсомађореу. Међународни дебитантски наступ имао је 1949. године, а годину после позван је да учествује на европском првенству у Бечу где је пливао у два финала (пласирао се као пети на 100 m и четврти у штафети 4 × 200 m).
На Медитеранским играма 1951. у Александрији (Египат), освојио је сребрну медаљу у истој дисциплини слободног стила на 100 m. Педерсоли је учествовао на Летњим олимпијским играма 1952. у Хелсинкију (Финска), те је дошао до полуфинала у слободном стилу на 100 m (58,8  квалификације, 58,9  полуфинале). Четири године после, у Мелбурну (Аустралија) такође је дошао до полуфинала у истој категорији (58,5  квалификације, 59,0  полуфинале).
Лета 1960. године је учествовао на летњим олимпијским играма у Риму.
Као ватерполиста, освојио је италијанско првенство 1954. године са С. С. Лациом, те златну медаљу на Медитеранским играма 1955. у Барселони (Шпанија) са италијанским националним тимом. Његова пливачка каријера се нагло завршила 1957. године.
Дана 17. јануара 2005. године је награђен „Златним кајманом” (итал. Caimano d'oro) од стране Италијанске пливачке федерације (итал. Federazione Italiana Nuoto, FIN). 24. јануара 2007. године је од председника Италијанске пливачке федерације Паола Барелија добио диплому пливачког и ватерполо тренера.

## Глумачка каријера
Прва филмска улога Педерсолија била је у Том духу мога мужа (итал. Quel fantasma di mio marito), италијанској комедији снимљеној 1949. и објављеној 1950. године.
Потом је 1951. године играо члана преторијанске гарде у Кво вадису (енгл. Quo Vadis), епском филму који је направио МГМ и режирао Мервин Лерој. Током 1950-их и дела 1960-их је радио на мањим италијанским пројектима, укључујући филм Марија Моничелија по имену Херој нашег времена (енгл. A Hero of Our Times), где је играо са Албертом Сордијем, те ратним филм из 1954. године Људски торпедои (енгл. Human Torpedoes) са Рафом Валонеом.
Током 1950-их и дела 1960-их, Спенсер се појавио у неколико италијанских филмова, али „његова каријера је била стриктно нискобуџетна све до краја 1960-их”.
Године 1960, после летњих игара, Педерсоли се венчао са Маријом Амато, ћерком италијанског филмског продуцента Ђузепеа Амата. Потписао је уговор за RCA Records да би писао текстове за певаче као што је Орнела Ванони и Нико Фиденко, те стварао филмску музику. Након неколико година, рађа му се син Ђузепе (1961), а потом и ћерка Кристијана (1962); уговор за RCA истиче, а умире му и таст (1964). Педерсоли је након овог свега постао продуцент документараца за национални јавни емитер RAI.
Филмски режисер Ђузепе Колици му је 1967. понудио улогу у Бог прашта... ја не! (енгл. God Forgives... I Don't!). На сету је Педерсоли упознао другог тада мало познатог младог глумца Марија Ђиротија (Теренс Хил). Иако је Теренс Хил Спенсера срео и пре — 1959. године, на сету Ханибала (итал. Annibale) — они су постали филмски дуо тек осам година после. Филмски режисер је питао двојицу глумаца да промене своја имена јер су звучала ’преиталијански’ за један филмски вестерн: Педерсоли је одабрао Бад Спенсер, име Бад по пиву „Бадвајзер” (енгл. Budweiser Budvar, Czechvar, чеш. Budějovický Budvar) и презиме Спенсер по глумцу Спенсеру Трејсију.
Док је Хил као лик био агилне и младалачке нарави, Спенсер је увек играо „флегматичне, мрзовољне снагаторе са благим, наивним дечјим смехом и златним срцем”. Свеукупно гледајући, Хил и Спенсер су радили заједно на преко 20 филмова, укључујући:
1. Ханибал (итал. Annibale, енгл. Hannibal); 1959 /као Карло Педерсоли заједно са Мариом Ђиротијем/
2. Бог прашта... ја не! (итал. Dio perdona... io no!, енгл. God Forgives... I Don't!); 1967 /први пут да Бад Спенсер сарађује са Теренсом Хилом/
3. Ас у рукаву (итал. I quattro dell'Ave Maria, енгл. Ace High); 1968
4. Брдо чизама (итал. La collina degli stivali); 1969
5. Зову ме Тринити... (итал. Lo chiamavano Trinità..., енгл. They Call Me Trinity); 1970
6. Црни пират (итал. Il corsaro nero); 1971
7. ... још увек ме зову Тринити (итал. ...&nbsp;continuavano a chiamarlo Trinità); 1971
8. ... јаче, момци! (итал. ...&nbsp;più forte ragazzi!); 1972
9. Пазите да не буде гужве (итал. ...&nbsp;altrimenti ci arrabbiamo!); 1974
10. Два мисионара (итал. Porgi l'altra guancia); 1974
11. Борба са криминалом (итал. I due superpiedi quasi piatti, енгл. Crime Busters); 1977
12. Глава или писмо (итал. Pari e dispari); 1978
13. Крокодил и његов нилски коњ (итал. Io sto con gli ippopotami); 1979[19]
14. Ко пронађе пријатеља, пронађе богатство (итал. Chi trova un amico trova un tesoro, енгл. Who Finds a Friend Finds a Treasure); 1981
15. Рођен спреман (итал. Nati con la camicia, енгл. Go For It!); 1983
16. Добре ствари долазе учетворо (итал. Non c'è due senza quattro, енгл. Double Trouble); 1984
17. Суперполицајци из Мајамија (итал. I poliziotti dell'8ª strada, енгл. Miami Supercops); 1985
18. Неваљалци (итал. Botte di Natale, енгл. Troublemakers); 1994

Филмови у којима је глумио само Спенсер укључују:
1. Армија од 5 људи; 1969
2. Бог с нама (итал. Gott mit uns&nbsp;/ Dio è con noi); 1969
3. Можеш ти то... пријатељу (итал. Si può fare... amigo); 1972
4. Велико Стопало (итал. Piedone lo sbirro, енгл. Flatfoot); 1973
5. Звали су га Булдожер (итал. Lo chiamavano Bulldozer); 1978
6. Ванземаљски шериф (итал. Uno sceriffo extraterrestre... poco extra e molto terrestre, енгл. The Sheriff and the Satellite Kid); 1979
7. Ко зна зашто... свалите све на мене (итал. Chissà perché... capitano tutte a me, енгл. Everything Happens to Me); 1980
8. Банана Џо (итал. Banana Joe); 1982
9. Бомбаш (итал. Bomber); 1982
10. Суперфантађенио (итал. Superfantagenio, енгл. Aladdin); 1986

Многи од ових филмова имају алтернативне наслове, у зависности од земље и дистрибутера. Неки имају дуже италијанске верзије које су измењене за инострано тржиште. Ови филмови су донели популарност обојици глумаца, поготово у Европи. У интервјуу, Спенсер је рекао: „Теренс ми је као брат, а као [ни] браћа не слажемо се увек, а понекад зна да буде и давеж. [смех] ... наш је однос претпостављам одражен у нашим филмовима, али он може увек да рачуна на мене као и ја на њега. Увек смо уживали при заједничком раду, вероватно смо зато [и] направили толико филмова заједно.”
Глас Бада Спенсера у италијанским филмовима посуђивао је Глауко Онорато. Серђо Фјорентини је дубовао Спенсера у Неваљалцима (енгл. Troublemakers) из 1994, До даске (енгл. To the Limit) из 1997, те серији Два супертипа у Мајамију од 1991. до 1993.
Спенсер је за неке од својих филмова написао комплетан а за неке делимичан сценарио. Његова каријера у играним филмовима се успорила након 1983. године, те преусмерила више на телевизију. Деведесетих година 20. века је глумио у телевизијској акцијско-драмској серији Грмаљ (енгл. Extralarge). Аутобиографија му је објављена 2011. године. Такође, Спенсер је издао и кувар са својим омиљеним јелима.

## Политичка каријера
Године 2005, Спенсер се укључио у политику, неуспешно радећи као регионални канцелар у Лацију за партију Форца Италија. Спенсер је изјавио: „У свом животу, урадио сам све. Постоје само три ствари које нисам био — балетски плесач, џокеј и политичар. Знајући да прва два посла не долазе у обзир, ући ћу у политику.” Опозиција га је критиковала за укљученост у шоубиз политику (итал. politica spettacolo).

## Лични живот
Спенсер је оженио Марију Амато 1960. године, са којом је добио троје деце: Ђузепеа (1961), Кристијану (1962) и Дијаманте (1972). Након појављивања у ... јаче, момци! (енгл. All the Way, Boys), Спенсер је постао пилот млажњака и хеликоптера. Основао је Мистрал ер (енгл. Mistral Air) 1984. године, компанију за ваздухопловну пошту која је такође транспортовала ходочаснике; касније је компанију продао Посте италијани (енгл. Poste italiane) како би купио фабрику текстила која производи одећу за децу.

### Смрт
Спенсер је умро у 87. години живота, 27. јуна 2016. године у Риму. Како је син Ђузепе Педерсоли изјавио, његов отац је „умро без болова у присуству своје породице и његова последња реч била је ’хвала’”. Надживела га је његова супруга, троје деце, петоро унучади и шесторо праунучади.

## Филмографија
Бад Спенсер је глумио у око 60 филмова, филмских серијала и ТВ серија; многа од његових остварења остала су веома запажена код публике свих узраста, а поготово у Европи.
| Улоге Бада Спенсера |                                        |                    |                                                        |                                         |
| Година              | Српски назив                           | Изворни назив      | Улога                                                  | Напомена                                |
| 1951.               | Кво вадис                              | ()                 | краљевски стражар                                      | као Карло Педерсоли                     |
| 1954.               | Људски торпедо                         | ()                 | Магрини                                                | као Карло Педерсоли                     |
| 1955.               | Херој нашег времена                    | ()                 | Фернандо                                               | као Карло Педерсоли                     |
| 1957.               | Мамин син                              | ()                 | Оскар                                                  | као Карло Педерсоли                     |
| 1957.               | Збогом, оружје!                        | ()                 | карабинијер                                            | као Карло Педерсоли                     |
| 1960.               | Ханибал                                | ()                 | Рутарио                                                | као Карло Педерсоли                     |
| 1967.               | Бог прашта... ја не!                   | ()                 | Хач Беси                                               |                                         |
| 1968.               | Данас мени... сутра теби               | ()                 | О’Банион                                               |                                         |
| 1968.               | Изнад закона                           | ()                 | Џејмс Купер                                            |                                         |
| 1968.               | Ас у рукаву                            | ()                 | Хач Беси                                               |                                         |
| 1969.               | Бог с нама                             | / Dio è con noi (The Fifth Day of Peace) | кпл. Јелинек                                           |                                         |
| 1969.               | Армија од 5 људи                       | ()                 | Мезито                                                 |                                         |
| 1969.               | Брдо чизама                            | ()                 | Хач Беси                                               |                                         |
| 1970.               | Зову ме Тринити...                     | ()                 | Бамбино                                                |                                         |
| 1971.               | Црни пират                             | ()                 | Скал                                                   |                                         |
| 1971.               | ... још увек ме зову Тринити           | ()                 | Бамбино                                                |                                         |
| 1971.               | Четири муве на сивом сомоту            | ()                 | Гадфри „Гад”                                           |                                         |
| 1972.               | Црни Торино                            | ()                 | Розарио Рао                                            |                                         |
| 1972.               | ... јаче, момци!                       | ()                 | Салуд                                                  |                                         |
| 1972.               | Можеш ти то... пријатељу               | ()                 | Хајрам Коберн                                          |                                         |
| 1972.               | Разлог за смрт, разлог за живот        | ()                 | Ели Сампсон                                            |                                         |
| 1973.               | Чак и анђели једу пасуљ                | ()                 | Чарли Смит                                             |                                         |
| 1973.               | Велико Стопало                         | ()                 | инспектор „Велико Стопало” Рицо                        |                                         |
| 1974.               | Два мисионара                          | ()                 | отац Педро                                             | освојио награду Бамби (1975)            |
| 1974.               | Пазите да не буде гужве                | ()                 | Бен                                                    | освојио награду Бамби (1975)            |
| 1975.               | Велико Стопало у Хонгконгу             | ()                 | инспектор „Велико Стопало” Рицо                        |                                         |
| 1976.               | Војник будућности                      | ()                 | Еторе Фјерамоска                                       |                                         |
| 1977.               | Чарлстон                               | ()                 | Чарлстон                                               |                                         |
| 1977.               | Борба са криминалом                    | ()                 | Вилбур Волш                                            |                                         |
| 1978.               | Афричко Велико Стопало                 | ()                 | инспектор „Велико Стопало” Рицо                        |                                         |
| 1978.               | Звали су га Булдожер                   | ()                 | Булдожер                                               |                                         |
| 1978.               | Глава или писмо                        | ()                 | Чарли Фирпо                                            |                                         |
| 1979.               | Ванземаљски шериф                      | ()                 | шериф Скот Хол                                         |                                         |
| 1979.               | Велико Стопало у Египту                | ()                 | инспектор „Велико Стопало” Рицо                        |                                         |
| 1979.               | Крокодил и његов нилски коњ            | ()                 | Том                                                    |                                         |
| 1980.               | Ко зна зашто... свалите све на мене    | ()                 | шериф Скот Хол                                         |                                         |
| 1981.               | Око соколово                           | ()                 | Бади                                                   |                                         |
| 1981.               | Ко пронађе пријатеља пронађе богатство | ()                 | Чарли О’Брајен                                         |                                         |
| 1982.               | Мачка и пас                            | ()                 | наредник Паркер                                        |                                         |
| 1982.               | Банана Џо                              | ()                 | Банана Џо                                              |                                         |
| 1982.               | Бомбаш                                 | ()                 | Бад Грацијано                                          |                                         |
| 1983.               | Рођен спреман                          | ()                 | Даг О’Риордан звани Мејсон                             |                                         |
| 1984.               | Добре ствари долазе учетворо           | ()                 | Грег Вондер / Антонио Коимбра де ла Коронила и Азеведо |                                         |
| 1985.               | Суперполицајци из Мајамија             | ()                 | Стив Форест                                            |                                         |
| 1986.               | Суперфантађенио                        | ()                 | џин                                                    |                                         |
| 1988—1989.          | Велики човек                           | ()                 | Џек Клементи                                           | ТВ серијал                              |
| 1990—1993.          | Два супертипа у Мајамију               | ()                 | Џек „Грмаљ” Костело                                    | ТВ серијал                              |
| 1991.               | Стопало у рају                         | ( / )              | Џон „Бул” Вебстер                                      |                                         |
| 1994.               | Неваљалци                              | ( / )              | Мојсије                                                |                                         |
| 1997.               | Ми смо анђели                          | ()                 | Орсо                                                   | мини ТВ серијал                         |
| 1997.               | Ватромет                               | ()                 | слепи певач                                            |                                         |
| 1997.               | До даске                               | ()                 | Елорца                                                 |                                         |
| 1999.               | Синови ветра                           | ()                 | Квинтеро                                               |                                         |
| 2002.               | Три заувек                             | ()                 | Бопс                                                   |                                         |
| 2003.               | Певање иза паравана                    | ()                 | стари капетан                                          | номинован за Сребрну ленту ИНСФН (2004) |
| 2005.               | Отац Нада                              | ()                 | Отац Нада                                              |                                         |
| 2009.               | Убијање је мој посао, драга            | ( / )              | Пепе                                                   |                                         |
| 2010.               | Кувареви злочини                       | ()                 | Карло Банчи                                            |                                         |
| Сценарио            |                                        |                    |                                                        |                                         |
| 1982.               | Банана Џо                              | ()                 | Банана Џо                                              | као Карло Педерсоли                     |
| 1988—1989.          | Велики човек                           | ()                 | Џек Клементи                                           | као Карло Педерсоли; ТВ                 |
| 1988.               | Девојка која се смеје                  | ()                 | Грмаљ                                                  | ТВ                                      |
| 1989.               | Дива                                   | ()                 | Грмаљ                                                  | ТВ                                      |
| 1989.               | Бумеранг                               | ()                 | Грмаљ                                                  | ТВ                                      |
| 1990—1993.          | Два супертипа у Мајамију               | ()                 | Џек „Грмаљ” Костело                                    | ТВ                                      |
| 1993.               | Нинџина сенка                          | ()                 | Грмаљ                                                  | ТВ                                      |
| 1993.               | Дијаманти                              | ()                 | Грмаљ                                                  | ТВ                                      |

### Награде
Спенсер је освојио 7 филмских награда и био номинован за још 3 (освојио је друго место на две номинације).
| Година | Асоцијација                        | Категорија                                            | Номиновани рад(ови)                                     | Резултат    |
| ------ | ---------------------------------- | ----------------------------------------------------- | ------------------------------------------------------- | ----------- |
| 1975.  | Награда Бамби                      | Међународни филм (енгл. Film&nbsp;– International) /заједно са Теренсом Хилом/ | Пазите да не буде гужве (итал. ...&nbsp;altrimenti ci arrabbiamo!) Два мисионара (итал. ) | Освојено    |
| 1978.  | Награда Браво Ото                  | Најбољи глумац (енгл. )                               | —                                                       | Друго место |
| 1978.  | Награда Јупитер                    | Најбољи међународни глумац (енгл. )                   | —                                                       | Освојено    |
| 1979.  | Награда Браво Ото                  | Најбољи глумац (енгл. )                               | —                                                       | Друго место |
| 1979.  | Награда Јупитер                    | Најбољи међународни глумац (енгл. )                   | —                                                       | Освојено    |
| 1990.  | Филмски фестивал Ђифони            | Награда Франсоа Труфо (итал. )                        | —                                                       | Освојено    |
| 1996.  | Филмски фестивал Ђифони            | Награда Франсоа Труфо (итал. )                        | —                                                       | Освојено    |
| 2004.  | Сребрна лента                      | Најбољи глумац подршке (енгл. )                       | Певање иза паравана (итал. )                            | Номинација  |
| 2010.  | Награда Давид ди Донатело          | Давид каријера (енгл. )                               | —                                                       | Освојено    |
| 2012.  | Италијанска онлајн филмска награда | Награда за животно постигнуће (енгл. )                | —                                                       | Освојено    |